# Jordan Belchos
Jordan Belchos, né le 22 juin 1989 à Toronto, est un patineur de vitesse canadien.

## Palmarès

### Jeux olympiques d'hiver
| Épreuve / Édition   | 500 mètres | 1 000 mètres | 1 500 mètres | 5 000 mètres | 10 000 mètres     | Mass start | Poursuite par équipes |
| JO 2018 Pyeongchang | —          | —            | —            | —            | 5e 12 min 59 s 51 | —          | —                     |

Légende :
- : première place, médaille d'or
- : deuxième place, médaille d'argent
- : troisième place, médaille de bronze
- : pas d'épreuve
- — : Non disputée par le patineur
- DSQ : disqualifiée

### Championnats du monde simple distance de patinage de vitesse
- Médaille d'argent en poursuite par équipes en 2015
- Médaille de bronze en poursuite par équipes en 2016